# Ravna Reka (gmina Vladičin Han)
Ravna Reka (cyr. Равна Река) – wieś w Serbii, w okręgu pczyńskim, w gminie Vladičin Han. W 2011 roku liczyła 83 mieszkańców.